# بيل ويليس
بيل ويليس (بالإنجليزية: Bill Willis) هو لاعب كرة قدم أمريكية أمريكي، ولد في 5 أكتوبر 1921 في كولومبوس في الولايات المتحدة، وتوفي بنفس المكان في 27 نوفمبر 2007.

## وصلات خارجية
- بيل ويليس على موقع مرجع كرة القدم المحترفة.كوم (الإنجليزية)
- بيل ويليس على موقع إن إن دي بي (الإنجليزية)